# Hjalmar Lundholm
Axel Hjalmar Lundholm, född 21 januari 1889 i Göteborg, död 28 maj 1972 i Kungsholms församling i Stockholm, var en svensk skådespelare och teaterchef. 

## Biografi
Lundholm studerade vid Dramatens elevskola 1910–1913. Han var teaterchef från 1923 och chef för Oscarsteatern mellan 1932 och 1937. Han var gift 1917–1921 med skådespelaren Lisa Lindell och från 1923 med Martha Holm.
Hjalmar Lundholm är begravd på Norra begravningsplatsen utanför Stockholm.

## Teater

### Roller (ej komplett)
| År   | Roll              | Produktion                                                       | Regi             | Teater             |
| ---- | ----------------- | ---------------------------------------------------------------- | ---------------- | ------------------ |
| 1913 | Kurt              | Den gode Ludde (Mein alter Herr) Franz och Victor Arnold         |                  | Folkteatern        |
| 1931 | Grummer           | Pickwick-klubben František Langer efter Charles Dickens          | Olof Molander    | Dramaten           |
| 1937 |                   | Axel i sjunde himlen Paul Morgan, Hans Schütz och Ralph Benatzky | Max Hansen       | Vasateatern        |
| 1938 | Esterman          | De 2 Thompson Serck Rogers                                       | Martha Lundholm  | Vasateatern        |
| 1938 | Sankte Per        | Lille Purtzels flygfärd Edit Heinrich                            | Martha Lundholm  | Vasateatern        |
| 1939 | Översten          | Kungens komedi Oscar Rydqvist                                    | Martha Lundholm  | Vasateatern        |
| 1939 | Expeditionschefen | Christian Yvan Noé                                               | Martha Lundholm  | Vasateatern        |
| 1940 | Sperazio          | Fågel Fenix Kaj Munk                                             | Martha Lundholm  | Vasateatern        |
| 1940 | Pappan            | Mammas förflutna Paul Osborn                                     |                  | Vasateatern        |
| 1940 | Adolphe Stettin   | Eldprovet Henry Kistemaeker                                      | Martha Lundholm  | Vasateatern        |
| 1941 |                   | Han som kom till middag George S. Kaufman och Moss Hart          | Martha Lundholm  | Vasateatern        |
| 1942 | Lund              | Lille Napoleon Paul Sarauw                                       | Max Hansen       | Vasateaterns turné |
| 1942 |                   | Min syster Eileen Joseph Fields och Jerome Chodorov              | Gösta Folke      | Vasateatern        |
| 1943 | Mr Bickerton      | Den okuvliga Mr Bunting Robert Greenwood                         | Martha Lundholm  | Vasateatern        |
| 1945 | Kontorschefen     | En förtjusande fröken Ralph Benatzky                             | Max Hansen       | Vasateatern        |
| 1946 | Doktorn           | Doris Marcel Thiébaut                                            | Martha Lundholm  | Vasateatern        |
| 1948 | Spring            | Gröna hissen Avery Hopwood                                       | Martha Lundholm  | Vasateatern        |
| 1949 | Leonard           | Maskerad Ludvig Holberg                                          | Gunnar Skoglund  | Vasateatern        |
| 1950 | Mr Watson         | Dafne James Bridie                                               | Ernst Eklund     | Vasateatern        |
| 1956 | Herr van Daan     | Anne Franks dagbok Frances Goodrich och Albert Hackett           | Sandro Malmquist | Riksteatern        |

## Filmografi
- 1931 – Generalen

## Radioteater
| År   | Roll      | Produktion                       | Regi             |
| ---- | --------- | -------------------------------- | ---------------- |
| 1950 | Ministern | Det hemliga rummet Nigel Balchin | Henrik Dyfverman |